# Air Do
Air Do – japońska tania linia lotnicza z siedzibą w Sapporo, na wyspie Hokkaido. Obsługuje połączenia pomiędzy Tokio i miastami Hokkaido. Głównym hubem jest Tokio-Haneda. 

## Historia

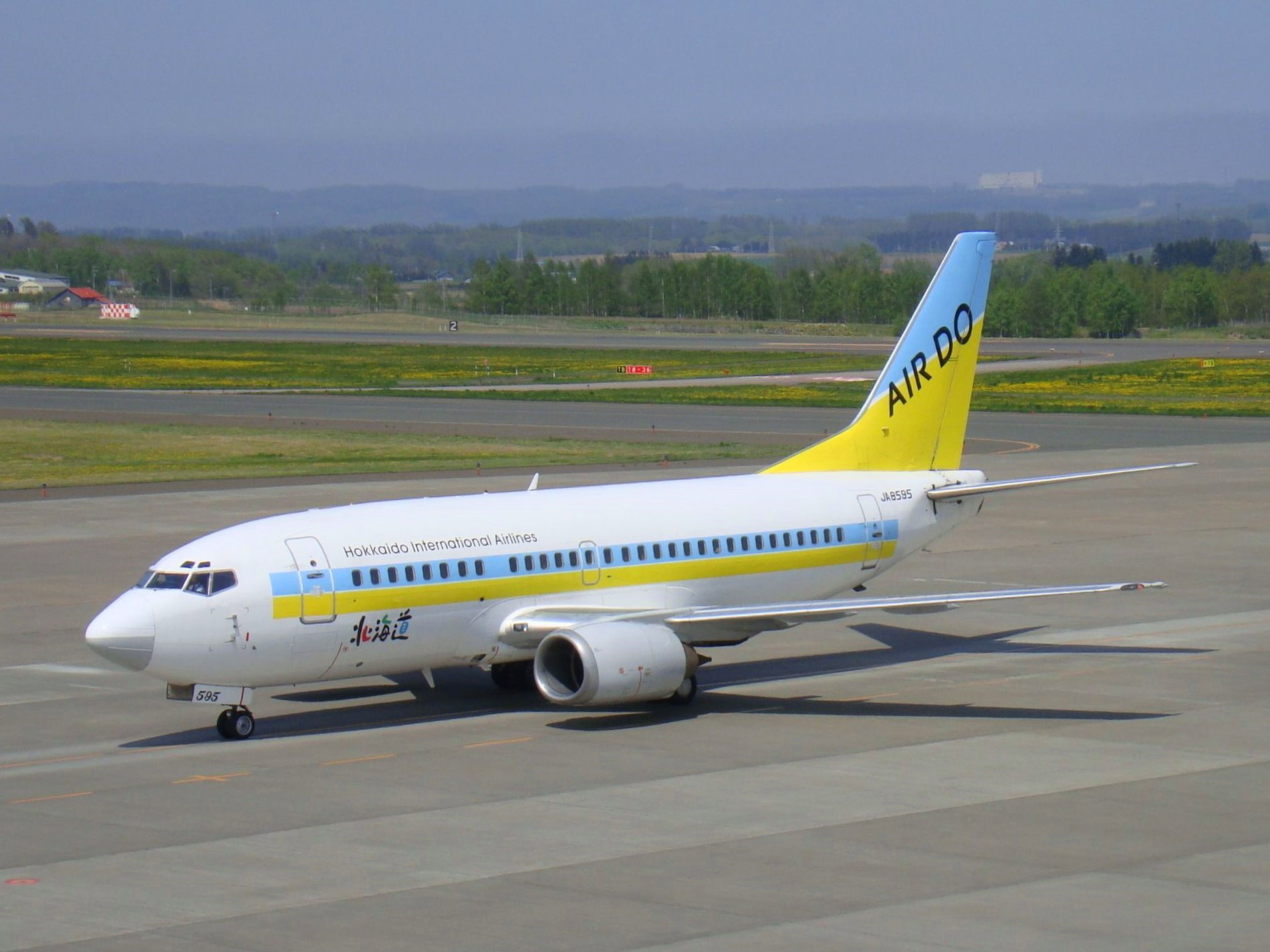
Boeing 737-500

Założona w Sapporo listopadzie 1996 pod nazwą Hokkaido International Airlines. W 1998 linia otrzymała pozwolenie na prowadzenie działalności i w tym samym roku uruchomione zostało pierwsze połączenie pomiędzy portem lotniczym Sapporo, a Tokio.
Od października 2012 przewoźnik działa pod nową nazwą Air Do. W 2014 otrzymał pozwolenie na prowadzenie lotów na trasach międzynarodowych i połączył wyspę Hokkaido z Tajpej na Tajwanie.

## Flota
Według stanu na maj 2025 flota Air Do składała się z 12 samolotów o średnim wieku 19,3 lat:
| Samolot        | Samolot | Samolot   | Liczba miejsc | Liczba miejsc | Uwagi |
| Model          | Aktywne | Zamówione | E             | Łącznie       | Uwagi |
| -------------- | ------- | --------- | ------------- | ------------- | ----- |
| Boeing 737-700 | 8       | -         | 144           | 144           |       |
| Boeing 767-300 | 4       | -         | 288           | 288           |       |
| Łącznie        | 12      | 0         |               |               |       |